# オキチモズク
オキチモズク（学名:Nemalionopsis tortuosa ）は、チスジノリ科オキチモズク属に属する淡水産紅藻の一種である。藻体は暗紅褐色のひも状で多数分枝し、10-40センチメートルまで成長するものが多い。1938年（昭和13年）に愛媛県温泉郡川上村（現：東温市）のお吉泉周辺で初めて発見され、その後、九州・沖縄の20数か所で確認されたが、発生がみられなくなり絶滅したと考えられているところも多い。長らくお吉泉を生育北限とする日本固有種とされていたが、台湾や東京都立川市でも発見された。お吉泉周辺、熊本県南小国町の志津川、長崎県国見町の土黒川の3か所の発生地は国の天然記念物に指定されている。また、環境省のレッドデータブックでは「絶滅の危機に瀕している種」に指定されている。
なお、オキチモズク属の種分類については混乱が見られ、本種について、同じオキチモズク属に属するNemalionopsis shawii と同種であるとされることもある。

## 概要
河川上流や湧水などからの清澄な小川の半日陰となる場所で生育する。一般的には秋から初冬にかけて発生して冬から春にかけて生長し、4月から5月に繁茂して夏には消失するが、発生地や年による差異も大きい。体長は10-40センチメートルのものが多く、まれに90-100センチメートル近くまで成長する。
1938年（昭和13年）、愛媛県師範学校教諭であった八木繁一によって、愛媛県温泉郡川上村吉久のお吉泉で最初に発見され、1940年（昭和15年）にチスジノリ科の新種として発表・命名された。その後、チスジノリと思われていた長崎県南高来郡国見町（現：雲仙市）の土黒川の紅藻が本種であることが確認され、さらに、熊本県阿蘇郡南小国町の志津川でも確認された。これら3か所は、世界的に希少で学術上も貴重な種として、それぞれ「オキチモズク発生地」「土黒川のオキチモズク発生地」「志津川のオキチモズク発生地」として国の天然記念物に指定されている。このうち土黒川は1924年（大正13年）に「チスジノリ発生地」としてすでに天然記念物に指定されていたため、いったん指定が解除された後に改めて指定された。その後、これら3か所も含めて四国・九州・沖縄の計20数か所での発生が記録されている。長らくお吉泉を生育北限とする日本固有種とされてきたが、2013年（平成25年）には東京都立川市で発生が確認されたほか、台湾でも発見されている。しかし、多くの生育地で生育量の減少や絶滅が報告されており、環境省のレッドデータブックで「絶滅の危機に瀕している種」（絶滅危惧I類）に指定されている。
同じオキチモズク属に属するNemalionopsis shawii とは藻体の長さが異なることなどで区別されるが、品種レベルの違いに過ぎないとしてN. shawii と同種であるとする見解も出されている。

## 特徴
河川の上流や湧水からの流れなど清澄な小川でのみ生育し、周囲を樹木や山などに囲まれて半日陰となる場所を好む。ただし、強光下でも光合成速度はさほど低下しないとの報告もあり、日照の良好な場所での繁茂の例もあることから、水草との競合の結果によるとも考えられている。円盤状の付着部で岩や小石に付着して生育するが、コンクリートやビニールなどの人工物や大型の水生植物にも着生することが知られている。生育適温は15-20℃と考えられており、冬期でも水温が10℃以上で夏期にも25℃以下を保つ場所で生育する。
暗紅褐色の柔らかなひも状で粘質に富み、1本の主軸から大小多数の側枝が互生または偏生し、枝の先端は徐々に細くなる。老熟すると色は徐々に黄緑色になっていき、粘りも少なくなる。乾燥させるとほぼ黒色になるが、わずかに紙に付着する程度の粘性は残る。主軸の太さは0.4-0.9ミリメートルであり、体長は10-40センチメートルのものが多く、まれに90-100センチメートル近くまで成長する。多くの場合多数の株が集まってふき状に生育する。
藻体は髄層部と皮層部からなる。髄層は、太さ約3-7マイクロメートル・長さ約12-100マイクロメートルの糸状の髄層糸の集まりであり、髄層全体では太さは約450マイクロメートルになる。皮層は同化糸からなり、同化糸は太さ約4-7マイクロメートル、長さ約60-170マイクロメートルで二股に多数分枝し、先端は太さ3-7マイクロメートル・長さ3-16マイクロメートルの卵形ないし洋梨形の細胞となっている。同化糸は髄層部から生じており、その基部細胞は太さ約3.6-9マイクロメートル・長さ約3-25マイクロメートルの円柱状である。

## 生活環
一般的には秋から初冬にかけて直立幼体が発生して冬から春にかけて生長し、4月から5月に最も繁茂して夏には消失する。ただし、発生時期は発生地や年によって差異があり、水量や日照・水温などに左右されると考えられている。長崎県の神代川や湯江川や福岡県朝倉市などの生育地では一年中藻体が見られることが知られている。
2004年（平成16年）になって有性生殖器官が発見されたものの、有性生殖の時期等の詳細は不明であり、生殖は主に単胞子による無性生殖によっていると考えられている。単胞子は太さ5-12マイクロメートル・長さ6.5-18マイクロメートルの卵形または楕円形で、同化糸の先端部に単独または房状に形成される。単胞子は直立藻体が存在する期間を通じて見られるが、特に春から初夏にかけて多く形成される。
単胞子は、基物に付着すると直ちに発芽して盤状体・糸状体となり、その後、叢状のチャントランシア期に生育する。そこから直立体が発達し、互いに絡み合って髄層と同化糸による皮層を形成して噴水型の藻体に成長する。

## 分布
日本国内では、四国・九州など温暖な地方で、冬季の水温が周囲より比較的高い小川で生育する。以前は愛媛県、長崎県、福岡県、熊本県、鹿児島県、沖縄県でのみ発生が知られており、日本固有種でお吉泉が生育北限であるとされてきたが、新たに台湾や東京都立川市でも生育が確認されている。
近年になって確認された発生地については、本種やチスジノリなどではわずかな細胞片からでも容易に藻体が再生するため、水鳥に付着したり摂食したものが未消化で排出されたりすることで拡散しているのではないかと考えられている。2013年（平成25年）に確認された東京都立川市の生育地についても、これまで知られていた生育地から離れているため、鳥類などに付着した藻体が移入したか、あるいは改修造成の際に人為的に移入された可能性が指摘されている。

## 保全状況評価
絶滅危惧I類 (CR+EN)（環境省レッドリスト）
本種は環境の変化に非常に敏感であり、生育地周辺の水質の悪化や水量の減少、日陰を作る樹木の伐採や水草の繁茂などによって、多くの生育地で生育量の減少や絶滅が報告されている。天然記念物に指定されている3か所うち、土黒川では1985年（昭和60年）頃から見られなくなり、志津川でも急速に生育量が減少しつつある。お吉泉でも1973年（昭和48年）頃から見られなくなり、一時は絶滅したものと考えられていたが、その後の日照調整や流路改修などの保護対策によって2001年（平成13年）以降発生が再確認された。ただしこれは熊本県からの移植された藻体が定着したものではないかと考えられている。
このような状況から、現在オキチモズクは環境省のレッドデータブックで「絶滅の危機に瀕している種」（絶滅危惧I類）に指定されている。

## 人間との関わり
昔は熊本県や長崎県で食用に利用されていたと思われるが、現在ではそれらの産地が天然記念物に指定されていることや生育量が少ないことから、少なくとも漁業の対象とはなっていない。沖縄県の一部地域ではシマチスジノリと同じように「カースヌイ」と呼び、食用にしていたとみられている。

## 近縁種

### オキチモズク属内
オキチモズク属には、本種の他に Nemalionopsis shawii とその種内変異による別品種として N. shawii f. caloriniana が知られている。
N. shawii は、フィリピンのバターン州に分布するオキチモズク属の基準種であり、本種と同じく髄層部と同化糸で形成される皮層部からなる粘性のある藻体を持つが、長さは約6.5センチメートルと短く分枝もまばらであるなどの形態的な違いによって区別される。ほかにも、同化糸の細胞がオキチモズクではシリンダー型であるのに対して N. shawii では樽型であること、同化糸の長さも N. shawii では145-400マイクロメートルと長い点でも異なるとされてきた。ただし、オキチモズクはN. shawii の品種レベルでの違いに過ぎないとする見解も早い段階から出され、この見解を支持する立場から、1979年（昭和54年）にアメリカのノースカロライナ州ウェイク郡の河川で発見されたオキチモズク属の紅藻はN. shawii の1品種N. shawii f. caloriniana として報告された。
これに対して、1993年（平成5年）にRobert G. Sheathらは各種標本を用いて形態形質や計数形態形質による分枝分類学的解析を行い、N. shawii f. caloriniana についてはオキチモズクの同物異名であり、N. shawii とオキチモズクは別種であると結論付けた。一方、2002年（平成14年）にはMartin K. MüllerらがN. shawii f. caloriniana とオキチモズクを用いて遺伝子塩基配列による分子遺伝学的形態解析を行い、18S rRNAとrbcL遺伝子の塩基の総和あたり2.88%相違があると報告した。これはN. shawii f. caloriniana とオキチモズクが別種であることを示唆するものであり、Sheathらの分枝分類学的解析と矛盾する結果となった。
さらに、2008年（平成20年）には須田彰一郎らが沖縄県内で採取したオキチモズク属の藻体を用いた形態観察と形態学的計数形質を計測して文献との比較を行った結果として、N. shawii とオキチモズクの明瞭な違いと考えられていた同化糸の長さをはじめ、他の形態形質でもN. shawii とオキチモズクの中間的な形質を示し、オキチモズクともN. shawii とも同定できなかったと報告された。
このように、オキチモズク属の種分類については混乱があり、確定させるために各種標本等のさらなる解析の必要性が指摘されている。

### チスジノリ
同じチスジノリ科のチスジノリ Thorea okadae とは体構造も類似している。チスジノリもオキチモズクと同じく髄層部と皮層部からなるが、皮層部の同化糸がオキチモズクでは先端で多く分枝し先端に単胞子を形成するのに対して、チスジノリでは同化糸が基部で疎らに分枝して基部に果胞子を形成する点で区別できる。